# 26390 Rušin
26390 Rušin là một tiểu hành tinh vành đai chính với chu kỳ quỹ đạo là 1569.9060180 ngày (4.30 năm).
Nó được phát hiện ngày 19 tháng 10 năm 1999.